# Wappen der Provinz Guadalajara

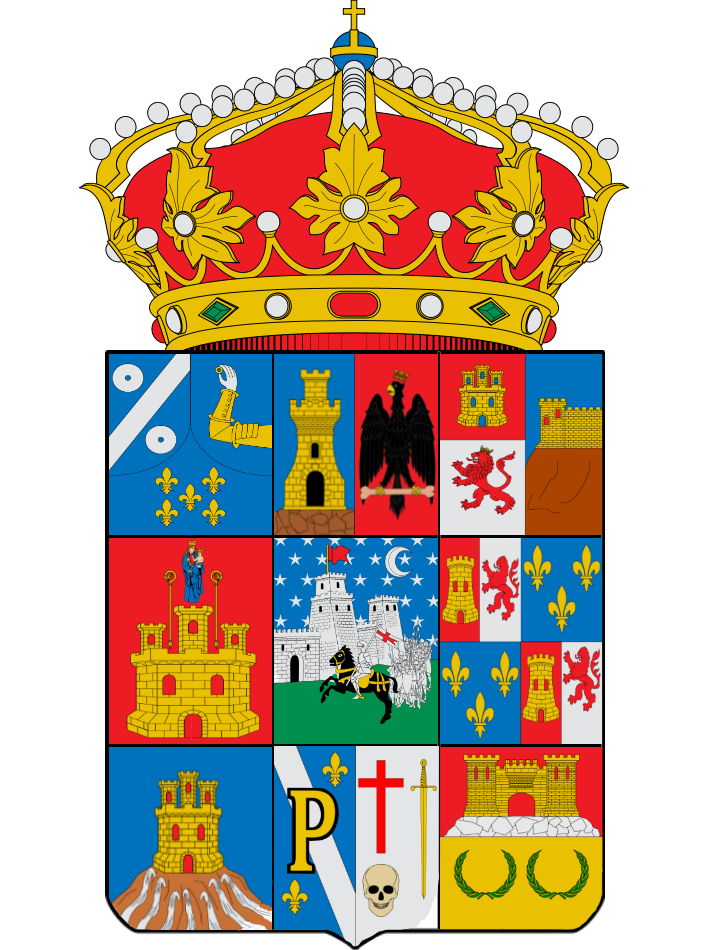
Wappen der Abgeordnetenversammlung der Provinz Guadalajara seit dem Ende des Spanischen Bürgerkriegs. Die Abbildung weist Ungenauigkeiten in der Wiedergabe im 1., 5. und 8. Feld auf. (s. Text)

Die Abgeordnetenversammlung der Provinz erhielt kurz nach ihrer Gründung 1812 ein Wappen, das als das Wappen der Provinz Guadalajara angesehen wird. Es wurde vom Sekretär der königlichen Gesellschaft für Geschichte, Vicente Castañeda y Alcover, vorgeschlagen und setzt sich wie bei anderen Provinzen aus den Wappen der damaligen Sitze der Gerichtsbezirke zusammen.

## Beschreibung
In der Heraldik werden die Bezeichnungen rechts und links grundsätzlich aus der Sicht der Person verwendet, die den Schild vor sich her tragen würde, also entgegengesetzt zur Sicht des Betrachters.
Der Wappenschild ist in neun Felder aufgeteilt, was der Anzahl der damals existierenden Gerichtsbezirke der Provinz entspricht.
- Das erste Feld ist im Göpelschnitt geteilt. Rechts steht in Blau ein silberner Schrägbalken, begleitet von zwei silbernen Mühlsteinen. Links steht in Rot steht ein golden geharnischter Arm mit silberner Hand und einer goldenen Münze zwischen Daumen und Zeigefinger. Im Unterfeld stehen in Blau fünf silberne Lilien in würfelförmiger Anordnung. Dieses Feld repräsentiert Molina de Aragón.

- Das zweite Feld ist von Blau und Rot gespalten. Rechts steht in Blau über einem grünen Rasenstück ein goldenes, schwarz vermauertes Kastell mit blauen Tür- und Fensteröffnungen, links sitzt in Rot ein schwarzer, golden gekrönter Adler auf einem goldenen menschlichen Knochen. Dieses Feld steht für Sigüenza.

- Das dritte Feld ist gespalten und rechts zusätzlich geteilt. Rechts oben steht in Rot ein goldenes, schwarz vermauertes Kastell mit blauen Tür- und Fensteröffnungen, links unten ein roter, golden gekrönter, aufrechter Löwe. Links steht auf blauem Grund ein goldener, schwarz vermauerter Eckturm einer Stadtmauer auf braunen Felsen. Dieses Feld symbolisiert Atienza.

- Das vierte Feld zeigt in Rot ein goldenes, schwarz vermauertes Kastell mit roten Tür- und Fensteröffnungen. Zwischen dem Mittel- und den beiden Außentürmen steckt jeweils ein goldener Krummstab. Über dem Mittelturm erscheint die Darstellung der Jungfrau Maria in blauem Gewand. Dieses Feld steht für Brihuega.

- Das fünfte Feld zeigt auf blauem Grund, der mit silbernen Sternen und einer ebensolchen Mondsichel bestreut ist, die goldene Silhouette einer Stadtmauer mit einem hohen Eckturm und roten Tor- und Fensteröffnungen. Auf dem Eckturm weht eine rote Schwalbenschwanzflagge mit einer silbernen Mondsichel nach links. Vor der Mauer reitet auf grünem Rasenstück ein Ritter in silbernem Harnisch auf einem braunen Pferd nach rechts. In seiner Rechten hält er eine Stange, woran eine rote Fahne hängt. Er wird links begleitet von vier Soldaten in silberner Rüstung, darüber braune Mäntel, die braune Lanzen mit silbernen Spitzen tragen. Dieses Feld repräsentiert Guadalajara.

- Das sechste Feld ist quadriert. Die erste und vierte Teilung sind von Rot und Silber gespalten; rechts steht jeweils in Rot ein goldenes, schwarz vermauertes Kastell mit blauen Tür- und Fensteröffnungen, links ein roter, golden gekrönter, aufrechter Löwe. Die zweite und dritte Teilung enthält jeweils auf blauem Grund drei goldene, 2:1 gestellte Lilien. Dieses Feld steht für Cogolludo.

- Das siebte Feld zeigt auf blauem Grund ein goldenes, schwarz vermauertes Kastell mit roten Tür- und Fensteröffnungen auf einem naturfarbenen Berg, von dem sieben silberne Flüsse entspringen. Es steht für Cifuentes.

- Das achte Feld ist von Blau und Silber gespalten. Rechts steht in Blau ein silberner Schräglinksbalken, begleitet von zwei goldenen Lilien und belegt mit einem schwarzen, rot geränderten Buchstaben P. Rechts stehen in Silber ein rotes Lilienkreuz, links daneben ein silberner Degen mit goldenem Griff und abwärts weisender Spitze sowie unten ein silberner, nach rechts sehender Totenkopf. Dieses Feld symbolisiert Pastrana.

- Das neunte Feld zeigt auf rotem Grund ein goldenes, schwarz vermauertes Kastell mit blauen Tür- und Fensteröffnungen auf silbernen Felsen, darunter im goldenen Schildfuß zwei grüne Lorbeerkränze. Dieses Feld steht für Sacedón.

Auf dem Wappenschild ruht die geschlossene Königskrone Spaniens.

## Historische Herkunft der Wappenbestandteile
- Molina de Aragón:

Die beiden silbernen Mühlsteine, sprechendes Symbol für Molina, bildeten das Wappen der Herren von Molina, seit Manrique Pérez de Lara am 21. April 1154 von Alfonso VII. von León damit belehnt worden war. Der geharnischte Arm mit einem goldenen Ring zwischen den Fingern, aus dem im späteren Verlauf eine Goldmünze wurde, erinnert an die Eheschließung von Doña Maria de Molina mit Sancho IV. von Kastilien im Jahre 1281. Die Hinzufügung der fünf goldenen Lilien verfügte der erste Bourbone auf dem spanischen Thron, Philipp V., als Anerkennung für die vielen Leiden, die die Einwohner von Molina de Aragón im Spanischen Erbfolgekrieg erlitten hatten.
- Sigüenza:

Die beiden Symbole, Kastell und Adler, gehen beide zurück auf den ersten Bischof von Sigüenza nach der Reconquista, Bernhard von Agen (1122–1152). Er verwendete die beiden Wappensymbole seiner Heimatstadt, ein goldenes Kastell und einen (dort) silbernen Adler, für sein eigenes Wappen. Aus dem Spruchband, das der Adler von Agen in den Fängen hält, wurde in Sigüenza im Laufe der Zeit ein menschlicher Knochen.
- Atienza:

Die Symbole der rechten Feldhälfte, Kastell und roter (eigentlich purpurner) Löwe, sind die Symbole des Königreichs Kastilien (seit spätestens 1176) bzw. des Königreichs León (endgültig ab 1284). Sie stehen für die Zugehörigkeit Atienzas zur spanischen Krone. In der linken Feldhälfte steht das Castelo de Atienza auf seinem Felsen.
- Brihuega:

Dieses Feld zeigt das Castillo de la Peña Bermeja, eine ursprünglich maurische Festung, die Alfons VI. 1086, nachdem er sie von den Dhun-Nuniden erobert hatte, dem Erzbischof von Toledo als Lehen übergab. An die Erzbischöfe von Toledo erinnern auch die beiden Krummstäbe. Die Darstellung der Virgen de la Peña (Unsere Liebe Frau vom Felsen), der Patronin der Stadt, geht zurück auf eine angebliche Erscheinung der Jungfrau Maria gegenüber der maurischen Prinzessin Elima, Tochter von Yahya I. al-Mamun, Herrscher von Toledo, die sich damals im Castillo de la Peña Bermeja aufhielt.
- Guadalajara:

Das wohl seit dem 16. Jahrhundert bestehende Wappen kombiniert die beiden Seiten des schon seit dem 12. Jahrhundert existierenden Stadtsiegels. Die Vorderseite zeigte die von den Mauren gegründete Stadt, die Rückseite einen auf einem braunen Pferd nach rechts reitenden Ritter vor dem Sternenhimmel, der eine zweizipfelige Fahne trägt. Diese Kombination wurde dann gedeutet als die Wiedergabe des entscheidenden Moments der Nacht des 24. Juni 1085, in der die Eroberung der Stadt eingeleitet wurde. Im Hintergrund ist die arabische Stadt Wādī l-Ḥiǧāra (وادي الحجارة) mit ihren Befestigungsmauern zu sehen, kenntlich an der Flagge mit der silbernen Mondsichel (Hilal). Die Wiese im Vordergrund ist das linke Ufer der Coquín-Schlucht, von wo der Legende nach der Ritter Álvar Fáñez und seine Männer das Tor öffneten, das von der Schlucht zum Viertel der Mozaraber führte.
- Cogolludo:

Dieses Feld zeigt wiederum die Symbole der Königreiche Kastilien und León sowie die des königlichen Herrscherhauses Bourbon. In dieser Zusammenstellung stellt es das Wappen der Familie von La Cerda dar, die durch Heirat seit dem 15. Jahrhundert den Titel Marqués de Cogolludo führten.
- Cifuentes:

Der älteste Hinweis auf das redende Wappen von Cifuentes findet sich in der "Relación Topográfica" von Francisco Calderón de Quirós aus dem Jahr 1569, deren Originalmanuskript sich in der Bibliothek des Klosters San Lorenzo de El Escorial befindet. Darin wird das Kastell von Cifuentes auf seinem Berg beschrieben, an dem (je nach Lesart) cien fuentes oder siete fuentes (100 oder 7 Quellen) entspringen.
- Pastrana:

Ältester Bestandteil im Wappen von Pastrana ist das Lilienkreuz des Calatravaordens, auf den die Verleihung der Stadtrechte 1369 durch Ordensmeister Pedro Muñiz zurückgeht. Als die Herrschaft über die Stadt 1539 an die Familien La Cerda und später Mendoza als Herzöge von Pastrana überging, wurden der Schrägbalken und die Lilien hinzugefügt, allerdings als roter Balken auf grünem Grund. Erst zu Beginn des 20. Jahrhunderts wurden die restlichen Wappenbestandteile, das rotgeränderte, schwarze P, der Degen und der Totenkopf hinzugefügt, die das Motto "Pastrana defenderá la Cruz hasta la muerte" ("Pastrana wird das Kreuz bis zum Tode verteidigen") illustrieren. Warum die Farben Grün und Rot gegen Blau und Silber getauscht wurden, bleibt unklar.
- Sacedón:

Das goldene Kastell symbolisiert die Zugehörigkeit zum Königreich Kastilien, die beiden Lorbeerkränze stehen für den heldenhaften Widerstand der Stadt sowohl im Spanischen Erbfolgekrieg zu Gunsten von Philipp V. als auch später im Napoleonischen Krieg 1807–1814.

## Vorgängerversionen
Da das Provinzwappen von Guadalajara bisher noch nie von einer dazu befugten Institution offiziell bestätigt wurde, waren zu verschiedenen Zeiten verschiedene Versionen in Verwendung.

### 1812–1939

Wappen der Provinz Guadalajara von 1812–1939. Die Mauerkrone trug das Wappen nur während der Zweiten Spanischen Republik (1931–1939).

Der Wappenschild bestand ebenfalls aus neun Feldern, doch Reihenfolge, Zuordnung und Farbgebung waren andere. Die Felder repräsentierten in der ersten Reihe Molina de Aragón, Anguita und Cogolludo, in der zweiten Reihe Pastrana, Guadalajara und Atienza und in der dritten Reihe Sacedón, Sigüenza und Brihuega. Cifuentes war hier noch nicht vertreten. Die Abweichungen in Farbgebung und Herleitung waren folgende:
- Molina de Aragón: Die silbernen Mühlsteine in der ersten Teilung erschienen auf rotem Grund, der sie trennende Schrägbalken war schwarz. Der Arm in der zweiten Teilung hatte am Oberarm ein rotes Gewand und nur am Unterarm eine goldene Rüstung. Die Hand hielt tatsächlich einen Ring, der aber schwarz statt golden war; das Ganze stand auf silbernem Grund.
- Anguita: Dieses Feld war quadriert: Rechts oben stand in Rot ein goldenes, schwarz vermauertes Kastell auf braunen Felsen (für das Königreich Kastilien), links oben in Silber ein schwarzer, nach rechts blickender Adler mit ausgebreiteten Flügeln. Dieser steht für das Königreich Sizilien und geht zurück auf das Wappen Manfreds von Hohenstaufen, der von 1258–1266 König von Sizilien war. Sein Auftauchen hier hat damit zu tun, dass Karl III. von Spanien vorher als Karl V. König von Sizilien war. Rechts unten stehen in Gold fünf rote Schrägbalken (für das Königreich Aragón) und links unten der aufrechte, rote Löwe (für das Königreich León), allerdings ohne Krone. Der Grund für die Aufnahme Anguita ist der, dass die erste Abgeordnetenversammlung der Provinz Guadalajara 1813 im Rathaus von Anguita zusammentrat, da die Provinzhauptstadt noch von französischen Truppen besetzt war.[13]
- Cogolludo: Die erste und vierte Teilung waren wiederum von Kastilien und León quadriert statt nur gespalten, die Lilien in der zweiten und dritten Teilung waren silbern statt golden.
- Pastrana: Das Feld zeigt nur die drei silbernen, 2:1 gestellten Lilien aus dem Wappen der Familie de La Cerda.
- Guadalajara: kein Unterschied
- Atienza: Das Feld ist von Kastilien und León quadriert, die Darstellung des Castillo de Atienza fehlt.
- Sacedón: Die Lorbeerkränze erscheinen silbern auf blauem Schildfuß, was den Farben der Bourbonen näherkommt.
- Sigüenza: Der Adler in der linken Feldteilung erscheint auf silbernem Grund und trägt einen schwarzen Stock nur in der rechten Klaue.
- Brihuega: Die Marienfigur wird als Unbefleckte Empfängnis in einer silbernen Mandorla wiedergegeben, hinter ihr erscheint nur ein schräger goldener Krummstab.

### 1963
Am 9. September 1963 erscheint ein Provinzwappen von Guadalajara als 21. Marke in der Serie Escudos provinciales españoles. Es zeigt die gleiche Anordnung der Felder wie das aktuelle Wappen, die Farbgebung ist aber stark vereinfacht, so dass nur die Farben Blau, Grau, Rot und Weiß wiedergegeben werden. Besonders bemerkenswert an diesem Wappen ist, dass es als einziges Wappen der gesamten Serie eine Mauerkrone trägt, die als Symbol der Zweiten Spanischen Republik ansonsten im Franquismus verpönt und am 2. Februar 1938 per Dekret abgeschafft und durch die offene Krone der Katholischen Könige ersetzt worden war.